# الجميلات النائمات (رواية كينغ)
الجميلات النائمات (بالإنجليزية: Sleeping Beauties)، رواية من تأليف ستيفن كينغ وابنه أوين كينغ، نُشِرت في 26 سبتمبر 2017. ذُكر الكتاب لأول مرة خلال عرض ترويجي على برنامج هيئة سي بي سي الإذاعي «كيو». صرّح كينغ في حديث له عن الرواية «جلب أوين لي هذه الفكرة المذهلة وتعاونت عدة مرات مع جو. لن أفصح عن ماهيّة الفكرة لأنها جيدة جدًا».
أُعلِن رسميًا عن الرواية في يونيو 2016 وقيل إن أحداثها تدور في سجن للنساء في ولاية فرجينيا الغربية خلال حادثة غامضة غريبة من نوعها تتسبب في نوم جميع النساء في العالم. نُشر مقتطف منها في 1 سبتمبر 2017 من قبل مجلة إنترتينمنت ويكلي في إصدارها الخاص الدليل النهائي لإصدارات ستيفن كينغ.

## الشخصيات

### الرئيسية
- لِيلا نوركروس: زوجة كلينت نوركروس وتشغل منصب المأمورة المحلية. لا تأبه لأي أحد وذات نبرة صوت منخفضة جافّة للغاية في حوارها تفاقمت نتيجة عدم نومها؛ وفي بداية القصة، كانت تعمل في نوبة ليلية وكانت مستيقظة على مدار أكثر من 12 ساعة مستمرة. تستمر في محاولة البقاء مستيقظة لمساعدة المدينة، ولكنها في النهاية تستسلم لفيروس أورورا، إذ تتولى بذلك قيادة النساء في بلدة دولينغ ما بعد نهاية العالم المسماة «موطننا» أو «أور بليس».
- كلينت نوركروس: طبيب نفسي تابع لمؤسسة دولينغ الإصلاحية للمرأة. كان قد خطط في بادئ الأمر أن يكون معالج نفسي خاص، ولكنه استقال ليعمل لصالح السجن في اليوم الأول بعد أن أمضى مريض يدعى بول مونبلييه كامل جلسته يشكو كيف طُرد من منزله بعد أن قُبض عليه وسط علاقة غرامية. يبدو أن النساء في المنشأة يفضلّنه على المعالجين الآخرين لأنه يعاملهنَّ كبشر، وليس كمشاكل يجب حلها من خلال إجراءات عديمة الجدوى. إنه يؤمن حقًا بإمكانية تحسن مريضاته، ويعتقد في كثير من الأحيان أنه «في عالمٍ مثالي، لم تكن المريضة إكس لِتُعتقل». يعتقد أن أغلب النساء هنّ أشخاص طيبات، بيد أنهن تعيسات الحظ. وبسبب ذلك، تختاره إيف ليعتني بها وليثبت أن عالم الرجال يستحق الإنقاذ.
- فرانك غيري: ضابط مراقبة الحيوانات الوحيد في المدينة. يتسم بمزاج انفعالي للغاية، لكنه ينجح بطريقةٍ ما بضبط نفسه. على سبيل المثال، عندما يقوم بصنع حفرة في الحائط بعد لكمه، يفكر قائلًا لنفسه: «في بعض الأحيان الكم جدارًا تجنبًا للكم الشخص الماثل أمامك». عندما يصرخ على ابنته، يفكر: «في بعض الأحيان عليك أن تصرخ كي يتمّ سماعك». يعتقد فرانك أنه شخص طيّب رغم عيوبه الكثيرة مبررًا عدم قدرته على ضبط نفسه بوجود «فرانك السيئ» ومشيرًا لنفسه باسم «فرانك الجيّد». ترى إيف فيه تمثيلًا عما تعتبره أسوأ ميول الرجال.
- جانيت سورلي: سجينة حُبِست بتهمة القتل غير العَمْد بعد طعن زوجها العنيف بين فخذيه بمفك بينما كانا منتشيين، ثم جلست لتراقبه بينما نزف حتى الموت. ويعتقد كلينت أن جانيت قد تصرفت دفاعًا عن النفس، مدعيةً أنها نتيجة سوء معاملة زوجها لها، كانت إما ستموت أو ستتعرض لصدمات عاطفية طوال حياتها ما لم تقتله أولًا. رغم كل شيء فهي نادمة على فعلتها وتتمنى لو أنها لم تتحول إلى قاتلة.
- إيف بلاك: امرأة غامضة مسؤولة على ما يبدو عن انتشار فيروس «أورورا». تُظهر العديد من القدرات كتحول الشكل والتواصل بالتخاطر مع الحيوانات مثل الجرذان. تبرر تصرفاتها بزعمها أنها في مهمة لتحديد فيما إذا كان الرجال قادرين على البقاء في عالم يخلو من النساء.

### الثانوية
- جاريد نوركروس: الابن الوحيد للِيلا وكلينت. يشابه والده كثيرًا في الشكل والشخصية. غير مستقر نسبيًا وذو قلب طيّب.
- إلين نوتينغ: زوجة فرانك السابقة. شخص متدين للغاية، حتى أنهما التقيا في الواقع في الكنيسة. وهي منفصلة حاليًا عنه نتيجة عدم قدرتها على تحمل مزاجه الانفعالي.
- نانا غيري: ابنة فرانك. تمتلك موهبة الرسم ومصدومة نفسيًا بعض الشيء من صراخ أبيها الدائم عليها لكنها مع ذلك ما تزال تحبه.
- تيري وروجر: نائبا لِيلا. يُوصفا بأنهما غبيّان نسبيًا ويفتقران لروح المبادرة، بالأخص مع معاناة تيري مع إدمانه الكحول. تقول ليلا أن تيري هو الأذكى بينهما، لكنه يفتقر للطباع ليكون قائدًا. كلا الرجُلين يبقيان في الخدمة عندما يتولى فرانك قيادة قسم الشرطة ويقعان تحت سطوته على الفور.
- جانيس كوتس: آمرة السجن في مؤسسة دولينغ الإصلاحية للنساء. أسلوبها بسيط ومباشر وتتحلى بالقليل من الصبر ولديها علاقات عمل جيدة مع كلينت. لديها ابنة تُدعى ميكايلا التي تعمل لصالح وكالة الأخبار وكانت أول من أخبر والدتها عن فيروس أورورا ما سمح للمؤسسة باتّخاذ إجراءات تحضيرية هامّة. تقع كوتس ضحية الفيروس وتساعد ليلا في «موطننا»، الأمر الذي يلهمها للتقاعد وإعادة التواصل مع ميكايلا بعد إبطال الفيروس.
- دون بيتيرز: أحد كبار الحراس في المؤسسة الذي يتحرش بالسجينات جنسيًا، ويستغل منصبه لمنع أي شكاوى. عندما تطرده آمرة السجن، يخدّرها بحبوب منومة ويغادر العمل. يُوظّف لاحقًا كأحد نوّاب فرانك ويموت أثناء مساعدته بمهاجمة السجن.
- إيريك بلاس: زميل جاريد يبدي علامات ميول عدائية للمجتمع كما يتّضح في مشهد مبكر عندما يقتل هو ودون بيتيرز امرأة مشرّدة عن طريق إضرام النار بها. يُعيّن إيرك نائبًا من قِبل فرانك ليلقى مصرعه أثناء الهجوم على السجن.